# Anàlisi de la variància
En estadística, l'anàlisi de la variància (ANOVA, de l'anglès ANalysis Of VAriance) és un conjunt de models estadístics que s'utilitzen per analitzar les diferències entre les mitjanes de grups i els seus procediments associats desenvolupat per Ronald Fisher. En la configuració ANOVA, la variància observada en una variable concreta es divideix en components atribuïbles a diferents fonts de variació. En la forma més simple, l'ANOVA dona un test estadístic sobre si les mitjanes de diversos grups són iguals o no; per tant, generalitza el test t per a més de dos grups. Com que dur a terme múltiples tests t entre parelles de mostres tindria com a resultat un augment considerable de la probabilitat de cometre un error de tipus I, els ANOVA són útils per comparar (testejar) tres o més mitjanes (grups o variables) per a significació estadística.

## Descripció general
Hi ha tres classes conceptuals d'aquests models:
1. El model d'efectes fixos assumeix que les dades provenen de poblacions normals les quals podrien diferir únicament en les seves mitjanes. (Model 1)
2. El model d'efectes aleatoris assumeix que les dades descriuen una jerarquia de diferents poblacions les diferències queden restringides per la jerarquia. Exemple: L'experimentador ha après i ha considerat en l'experiment només tres de molts més mètodes possibles, el mètode d'ensenyament és un factor aleatori en l'experiment. (Model 2)
3. El model d'efectes mixtes descriuen situacions que aquest pot prendre. Exemple: Si el mètode d'ensenyament és analitzat com un factor que pot influir on estan presents els dos tipus de factors: fixos i aleatoris. (Model 3)

## Supòsits previs
L'ANOVA parteix d'alguns supòsits que s'han de complir:
- La variable dependent s'ha de mesurar com a mínim a nivell d'interval.
- Independència de les observacions.
- La distribució dels residuals ha de ser normal.
- Homoscedasticitat: homogeneïtat de les variàncies.

La tècnica fonamental consisteix en la separació de la suma de quadrats (SS, sum of squares) en components relatius als factors previstos en el model. Com a exemple, mostrem el model per a un ANOVA simplificat amb un tipus de factors en diferents nivells. Si els nivells són quantitatius i els efectes són lineals, pot resultar apropiat una anàlisi de regressió lineal.
{\displaystyle SS_{\hbox{Total}}=SS_{\hbox{Error}}+SS_{\hbox{Factors}}}
El nombre de graus de llibertat (gl) pot separar-se de forma similar i es correspon amb la forma en què la distribució khi quadrat descriu la suma de quadrats associada.
{\displaystyle Gl_{\hbox{Total}}=gl_{\hbox{Error}}+gl_{\hbox{Factors}}}

## Model d'efectes fixos
El model d'efectes fixos  d'anàlisi de la variància s'aplica a situacions en què l'experimentador ha sotmès al grup o material analitzat a diversos factors, cadascun dels quals l'afecta només a la mitjana, romanent la «variable resposta» amb una distribució normal.

## Model d'efectes aleatoris
Els models d'efectes aleatoris  s'usen per descriure situacions en què ocorren diferències incomparables en el material o grup experimental. L'exemple més simple és el d'estimar la mitjana desconeguda d'una població composta d'individus diferents i en el que aquestes diferències es barregen amb els errors de l'instrument de mesura.

## Graus de llibertat
Per graus de llibertat s'entén el nombre efectiu d'observacions que contribueixen a la suma de quadrats en un ANOVA, és a dir, el nombre total d'observacions menys el nombre de dades que siguin combinació lineal d'altres.

## Proves de significació
L'anàlisi de variància porta a la realització de proves de significació estadística, utilitzant l'anomenada distribució F de Snedecor.